# Stanisław Dodin
Stanisław Dodin (ur. 1912, zm. ?) – polski dyplomata, major ludowego Wojska Polskiego.

## Życiorys
Syn Zygmunta. Jako pierwszy sprawował stanowisko przedstawiciela dyplomatycznego PRL w Korei Północnej, od 1948 do 1950 pełnił w tym kraju funkcję chargé d'affaires ad interim. W 1952 był I sekretarzem ambasady RP w Pekinie. Następnie, w latach 50. pracował w Ambasadzie RP w Berlinie.

## Ordery i odznaczenia
- Krzyż Oficerski Orderu Odrodzenia Polski (22 lipca 1951)[6]
- Krzyż Kawalerski Orderu Odrodzenia Polski (11 października 1946)[2]
- Medal 10-lecia Polski Ludowej (7 stycznia 1955)[7]